# Кометопули
Династија Кометопули (бугарски: , византијски грчки: ) је била последња владајућа породица Првог бугарског царства.

## Историја
Оснивач династије је Никола, бугарски владар са титулом комеса. Према неким изворима, династија Кометопули је јерменског порекла. Након Свјатославове инвазије на Бугарску, Никола је завладао деловима бившег царства западно од река Искар и Струма. Никола је убијен током византијског заузећа Преслава и свргавањем Бориса II (972). Наследила су га четворица синова: Давид, Мојсије, Арон и Самуило. Давид и Мојсије изгубили су животе убрзо након очеве смрти. Давида су убили Власи, а Мојсије је страдао приликом опсаде Сера. Арон је убијен 976. године недалеко од Дупнице непосредно пре свргавања цара Бориса. Борис и његов брат Роман одведени су у Цариград, али су успели да се избаве заробљеништва. Борис је убрзо страдао. Роман је крунисан за цара. И поред тога, војска је била на страни Самуила. Самуило је постао бугарски вођа након победе над царем Василијем II код Трајанових врата 986. године када је овладао североисточном Бугарском. Успешне кампање Самуила прошириле су државу на територију Тесалије и Епира. Од 998. године Самуило влада и Дукљом. Василије је 1001. године покренуо контраофанзиву и до 1014. године повратио балканске територије. Самуило је умро непосредно након битке на Бјеласици и ослепљења своје војске. Наследио га је син Гаврило Радомир који је убијен већ следеће године од стране Ароновог сина, Јована Владислава. Након Владиславове смрти, Прво бугарско царство престало је да постоји. Отпор су одређено време пружали цар Пресијан II и његов брат Алусијан. Двадесетак година касније устанак је покушао обновити Петар Дељан који је мода био син Гаврила Радомира. Устанку се придружио и Алусијан. Убрзо је дошло до сукоба између Дељана и Алусијана. Након Дељановог убиства, Алусијан је пребегао Византинцима. Династији је припадала Катарина, супруга Исака I Комнина.